# Senji Kuroi

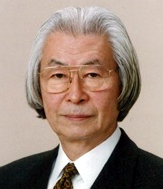
Senji Kuroi

Senji Kuroi (japanisch 黒井 千次, Kuroi Senji; * 28. Mai 1932 in Tōkyō; eigentl.: Osabe Shunjirō 長部 舜二郎) ist ein japanischer Schriftsteller.
Kuroi studierte Ökonomie an der Universität Tokio. Er arbeitete zunächst als Salaryman und daneben als Autor. 1968 wurde er für den Akutagawa-Preis nominiert. Im Folgejahr erschien der Roman Jikan (時間, „Zeit“). Für Gunsei erhielt er 1984 den Tanizaki-Jun’ichirō-Preis. Mit dem Yomiuri-Literaturpreis wurde er 1994 für Kāten kōru (カーテンコール, „Curtain Call“) ausgezeichnet, mit dem Noma-Literaturpreis 2006 für Ichinichi yume no saku (一日 夢の柵, etwa „Ein Tag – Einzäunung des Traums“). Von 2002 bis 2007 war er geschäftsführender Direktor der japanischen Schriftstellervereinigung und Mitglied der Auswahlkommission für den Akutagawa-Preis.

## Ins Deutsche übersetzte Werke (Auswahl)
- Eine Tür im Haus (家の中の扉, Ie no naka no tobira, 1972). Aus dem Japanischen von Volker Paulat. in: Stephan Köhn (Hrsg.): Die drei Metamorphosen der Tsuruko. Moderne Unterhaltungsliteratur aus Japan. Iudicium Verlag, München 2002, ISBN 3-89129-085-3, hier: 136–140.[1]
- Die Finger (指, Yubi, 1987). Aus dem Japanischen von Thomas Schnellbächer. in: Tadao Araki und Ekkehard May (Hrsg.): Zeit der Zikaden. Japanisches Lesebuch. Erzählungen der Gegenwart. R. Piper GmbH, München 1990, ISBN 3-492-11193-9, hier: 59–79.[2]

## Quelle
- John Scott Miller: "Historical Dictionary of Modern Japanese Literature and Theater", Scarecrow Press, 2009, ISBN 978-0-8108-5810-7, S. 60
- Kurzbiografie von Senji Kuroi auf J-Lit
- Jürgen Berndt und Fukuzawa Hiroomi (Hrsg.): Kuroi Senji. In: Momentaufnahmen moderner japanischer Literatur. Silver & Goldstein Buchverlag, Berlin 1990, ISBN 3-927463-10-8. S. 104–106.
- S. Noma (Hrsg.): Kuroi Senji. In: Japan. An Illustrated Encyclopedia. Kodansha, 1993, ISBN 4-06-205938-X, S. 847.